# Emilia Carranza
Emília Carranza (3 de agosto de 1938) é uma atriz mexicana, nascida na Cidade do México. Pertence a última etapa da Época de Ouro do Cinema Mexicano.

## Filmografia

### Telenovelas
- Zacatillo, un lugar en tu corazón (2010) .... Martha Romero Vda. de Zárate
- Barrera de amor (2005) .... Josefina Maldonado
- Amarte es mi pecado (2004) .... Pilar Cansino
- Nina amada mía (2003) .... Doña Socorro de Uriarte
- El precio de tu amor (2000) .... Yolanda
- Carita de ángel (2000)
- El niño que vino del mar (1999) .... Regina
- Desencuentro (1997) .... Inés Altamirano
- María la del barrio (1995) .... Raymunda Robles del Castillo
- Imperio de cristal (1994) .... Andrea Lombardo
- La sonrisa del diablo (1992) .... Antonia Esparza
- Lo blanco y lo negro (1989) .... Raquel de Alcázar
- Victoria (1987) .... Amanda Espinosa de los Reyes
- Herencia maldita (1986) .... Milagros
- Angélica (1985) .... Rosaura
- El maleficio (1983) .... María Reyna
- El amor nunca muere (1982) .... Sara
- Al rojo vivo (1980) .... Laura
- Amor prohibido (1979)
- Volvoreta (1977) .... María Solís
- Lo imperdonable (1975) .... Rosalía
- La gata (1970) .... Bertina
- Encrucijada (1970) .... Sofía
- Un ángel en el fango (1970) .... Estela
- Angustia del pasado (1967)
- Ellas (1967)
- La mujer dorada (1964) .... La Pantera
- El secreto (1963)
- Sor Juana Inés de la Cruz (1962)

### Séries de TV
- Como dice el dicho (2014-2017) .... Beatriz/Sofía/Silvia
- La rosa de Guadalupe (2013-2018) .... Malena/Asunción
- Central de abasto (2008) .... Gabriela "La Marquesa" (episódio "Gran amor")
- Mujer, casos de la vida real (1995-2006)

### Filmes
- La víbora (1995)
- El prófugo (1992)
- Herederos en aprietos (1989)
- Santo vs. las lobas (1976) .... Julieta
- Mictlan o la casa de los que ya no son (1974)
- Los hijos del divorcio (1958)
- Pepito y los robachicos (1958)